# IC 3601
IC 3601 је спирална галаксија у сазвјежђу Береникина коса која се налази на листи објеката дубоког неба у Индекс каталогу.
Деклинација објекта је + 15° 13' 29" а ректасцензија 12h 37m 53,7s. Привидна величина (магнитуда) објекта IC 3601 износи 15,0 а фотографска магнитуда 15,8.